# Floorballligaen 2019-20
Floorballligaen 2019-20 var den 28. sæson af bedste herreliga i Danmark i floorball, og den blev administreret af Floorball Danmark. Sæsonen blev afsluttet den 18. marts da Floorball Danmarks bestyrelse besluttede at slutte sæsonen som følge af Covid19. Dette skete da der manglede en kamp i mellemspillet. Således bliver der ikke kåret en dansk mester i denne sæson.

## Turneringsform
Rækken bliver afviklet med et grundspil, hvor der er seks hold i hver sin gruppe; øst og vest. De tre bedste hold fra hver gruppe vil kvalificere sig til slutspillet, hvor de bedste fire hold vil kvalificerer sig til semifinalerne.Holdene fra nummer fire til seks i gruppe, skal spille kvalifikation med hold fra 1. division.

## Deltagere
Rækken består af de samme otte hold, der deltog i forrige sæson, samt deltagelse af Strandby-Elling Floorball, AaB og ÅFK, der alle spillede i 1. division Vest i forrige sæson.
| Klub                      | By            | Spillested             | Kapacitet | Sidste sæson     | Første sæson i bedste række | Seneste oprykning |
| ------------------------- | ------------- | ---------------------- | --------- | ---------------- | --------------------------- | ----------------- |
| Benløse Floorball         | Benløse       | Dansk Kabel TV Arena   | 1.600     | 1.               | 2001-02                     | 2010-11           |
| BFC Vendsyssel            | Brønderslev   | Brønderslevhallerne    |           | 8.               | 1991-92                     | -                 |
| Copenhagen FC             | Valby         | Gammel Valby Hal       |           | 5.               | 2010-11                     | 2010-11           |
| Frederikshavn Blackhawks  | Frederikshavn | Arena Nord             | 2.800     | 2.               | 2012-13                     | -                 |
| Hvidovre Attack FC        | Hvidovre      | Avedøre Idrætscenter   |           | 6.               | 1998-99                     | 2014-15           |
| Rødovre Floorball Club    | Rødovre       | Rødovre Sportshal      |           | 4.               | 1991-92                     | -                 |
| Strandby-Elling Floorball | Strandby      | Strandby Fritidscenter |           | 4. i 1. division | 2019-20                     | 2019-20           |
| Sunds Seahawks FC         | Sunds         | Sunds Hallen           |           | 3.               | 1998-99                     | 2011-12           |
| Vanløse Floorball         | Vanløse       | Vanløsehallerne        |           | 7.               | 1998-99                     | 2018-19           |
| AaB Floorball Klub        | Aalborg       |                        |           | 2. i 1. division | 1995-96                     | 2018-19           |
| Århus Floorball Klub      | Aarhus        |                        |           | 3. i 1. division | 2011-12                     | 2018-19           |
| Ledig                     |               |                        |           |                  |                             |                   |

## Trænere
| Klub                      | Træner                                  | Spillende træner | Sidste sæson             |
| ------------------------- | --------------------------------------- | ---------------- | ------------------------ |
| Benløse Floorball         | Martin Lytje                            | nej              | Benløse                  |
| BFC Vendsyssel            | Jarrkko Rinne                           | nej              | BFC Vendsyssel           |
| Copenhagen FC             | Mathias 'Hacke' Johansson               | nej              | Copenhagen               |
| Frederikshavn Blackhawks  | Claus Ejman Jemsen                      | nej              | Frederikshavn Blackhawks |
| Hvidovre Attack FC        | Claus Nisbeth                           | ja               | Hvidovre                 |
| Rødovre Floorball Club    | Niklas Nordh                            | ja               | Rødovre                  |
| Strandby-Elling Floorball | Jonas Risom                             | nej              | Strandby Eliing          |
| Sunds Seahawks FC         | Mathias Nordmann                        | Nej              | Sunds                    |
| Vanløse Floorball         | - Alexander Sundsfjord - Marck Lundberg | Nej              | Vanløse                  |
| AaB Floorball Klub        | Mark Reinert                            | Nej              | ingen                    |
| Århus Floorball Klub      | Christoffer Clausager                   | ja               | ingen                    |

## Grundspil
Fra denne sæson er ligaen blevet delt op i to geografiske ligaer før nytår, i henholdsvis øst og vest, med hver seks hold. Der spilles et grundspil i hver liga med ti kampe, hvor alle hold mødes i to indbyrdes opgør, en ude- og en hjemmekamp.
De tre bedst placerede hold fra henholdsvis liga øst og vest kvalificeres til et landsdækkende mellemspil. 
- Her vil:  Nr. 1 i de to geografiske puljer, få 4* point med over til det landsdækkende slutspil.
- Her vil:  Nr. 2 i de to geografiske puljer, få 2* point med over til det landsdækkende slutspil.
- Her vil:  Nr. 3 i de to geografiske puljer, få 0* point med over til det landsdækkende slutspil.

### Øst
| Pos | Hold                   | K | V | OTV | OTT | T | MF | MM | M+/- | P  | Kvalifikation                                   |  | BEN  | HVI  | CPH  | VAN  | RØD |
| --- | ---------------------- | - | - | --- | --- | - | -- | -- | ---- | -- | ----------------------------------------------- |  | ---- | ---- | ---- | ---- | --- |
| 1   | Benløse Floorball      | 8 | 7 | 0   | 0   | 1 | 58 | 23 | +35  | 21 | Slutspil                                        |  | —    | 4-5  | 13-5 | 6-2  | 5-2 |
| 2   | Hvidovre Attack FC     | 8 | 6 | 0   | 0   | 2 | 58 | 44 | +14  | 18 | Slutspil                                        |  | 2-8  | —    | 8-10 | 7-4  | 8-5 |
| 3   | Copenhagen FC          | 8 | 5 | 0   | 0   | 3 | 46 | 49 | −3   | 15 | Slutspil                                        |  | 3-7  | 3-8  | —    | 10-4 | 4-3 |
| 4   | Vanløse Floorball      | 8 | 1 | 0   | 0   | 7 | 29 | 62 | −33  | 3  | Kvalifikationskampe til Floorballligaen 2020-21 |  | 2-10 | 6-13 | 2-5  | —    | 3-6 |
| 5   | Rødovre Floorball Club | 8 | 1 | 0   | 0   | 7 | 31 | 44 | −13  | 3  | Kvalifikationskampe til Floorballligaen 2020-21 |  | 2-5  | 4-7  | 4-6  | 5-6  | —   |

#### Top 10
| #   | Navn              | Klub               | Kampe | Mål | Assist | Point | Pointsnit |
| --- | ----------------- | ------------------ | ----- | --- | ------ | ----- | --------- |
| 1.  | Andreas Hansson   | Copenhagen FC      | 8     | 9   | 16     | 25    | 3,1       |
| 2.  | Mathias Glass     | Benløse Floorball  | 8     | 15  | 3      | 18    | 2,3       |
| 2.  | Emil Odfeldt      | Hvidovre Attack FC | 8     | 8   | 10     | 18    | 2,3       |
| 2.  | Jesper Roland     | Benløse Floorball  | 8     | 3   | 15     | 18    | 2,3       |
| 5.  | Jannik Trolle     | Hvidovre Attack FC | 8     | 7   | 9      | 16    | 2,0       |
| 6.  | Kenneth Danielsen | Hvidovre Attack FC | 7     | 13  | 2      | 15    | 2,1       |
| 6.  | Kalle Tamminen    | Copenhagen FC      | 7     | 9   | 6      | 15    | 2,1       |
| 6.  | Mathias De Fries  | Benløse Floorball  | 8     | 11  | 4      | 15    | 1,9       |
| 9.  | Claus Nisbeth     | Hvidovre Attack FC | 7     | 9   | 4      | 13    | 1,9       |
| 10. | Pontus Kozan      | Copenhagen FC      | 4     | 7   | 4      | 11    | 2,8       |

Kilde: Floorballnyt

### Vest
| Pos | Hold                      | K  | V | OTV | OTT | T  | MF  | MM  | M+/- | P  | Kvalifikation                                   |  | FRH  | SUN  | AAB  | STR  | BFC      | ÅFK  |
| --- | ------------------------- | -- | - | --- | --- | -- | --- | --- | ---- | -- | ----------------------------------------------- |  | ---- | ---- | ---- | ---- | -------- | ---- |
| 1   | Frederikshavn Blackhawks  | 10 | 9 | 0   | 0   | 1  | 129 | 29  | +100 | 27 | Slutspil                                        |  | —    | 6-3  | 10-2 | 20-2 | 14-3     | 18-1 |
| 2   | Sunds Seahawks FC         | 10 | 9 | 0   | 0   | 1  | 102 | 35  | +67  | 27 | Slutspil                                        |  | 6-5  | —    | 15-6 | 8-2  | 9-5      | 15-1 |
| 3   | AaB Floorball Klub        | 10 | 5 | 0   | 0   | 5  | 54  | 73  | −19  | 15 | Slutspil                                        |  | 1-12 | 4-11 | —    | 6-7  | 7-6      | 6-1  |
| 4   | Strandby-Elling Floorball | 10 | 4 | 0   | 1   | 5  | 60  | 89  | −29  | 13 | Kvalifikationskampe til Floorballligaen 2020-21 |  | 4-11 | 1-9  | 5-10 | —    | 7-8 (OT) | 12-4 |
| 5   | Brønderslev Hot Shots FC  | 10 | 2 | 1   | 0   | 7  | 74  | 70  | +4   | 8  | Kvalifikationskampe til Floorballligaen 2020-21 |  | 6-7  | 5-8  | 5-7  | 4-6  | —        | 21-2 |
| 6   | Århus Floorball Klub      | 10 | 0 | 0   | 0   | 10 | 23  | 136 | −113 | 0  | Kvalifikationskampe til Floorballligaen 2020-21 |  | 1-26 | 0-18 | 1-5  | 9-14 | 3-11     | —    |

#### Top 10
| #  | Navn                  | Klub                      | Kampe | Mål | Assist | Point | Pointsnit |
| -- | --------------------- | ------------------------- | ----- | --- | ------ | ----- | --------- |
| 1. | Andreas Glad          | Blackhawks                | 10    | 23  | 24     | 47    | 4,7       |
| 2. | Kasper Kajgaard       | Blackhawks                | 10    | 22  | 13     | 35    | 3,5       |
| 2. | Mikkel Skov           | Sunds                     | 10    | 17  | 18     | 35    | 3,5       |
| 4. | Jonas Johansen        | Strandby Elling Tornadoes | 9     | 12  | 10     | 22    | 2,4       |
| 4. | Morten Handaggard     | Sunds                     | 9     | 9   | 13     | 22    | 2,4       |
| 6. | Niklas Sahlman        | Brønderslev Hot-Shots     | 10    | 17  | 5      | 21    | 2,1       |
| 7. | Kristoffer Handaggard | Sunds                     | 9     | 15  | 3      | 18    | 2,0       |
| 7. | Jonathan Velgaard     | Blackhawks                | 10    | 12  | 6      | 18    | 1,8       |
| 9. | Jesper Schmidt        | Blackhawks                | 6     | 12  | 5      | 17    | 2,8       |
| 9. | Søren Holm            | Sunds                     | 10    | 11  | 6      | 17    | 1,7       |

Kilde: Floorballnyt

## Mellemspil
Det landsdækkende mellemspil vil give hvert hold ti kampe. De fire bedste hold vil kvalificere sig til semifinalerne.
Bemærk at der er overført 4 point til vinderne fra øst og vest, og 2 point til nummer to fra øst og vest. Dette er håndteret i nedenstående ved at give holdene OT sejre.
| Pos | Hold                     | K  | V | OTV | OTT | T | MF | MM | M+/- | P  | Kvalifikation                            |  | BEN    | FRH  | HVI    | SUN  | CPH  | AAB  |
| --- | ------------------------ | -- | - | --- | --- | - | -- | -- | ---- | -- | ---------------------------------------- |  | ------ | ---- | ------ | ---- | ---- | ---- |
| 1   | Benløse Floorball        | 11 | 6 | 3   | 0   | 2 | 63 | 40 | +23  | 24 | Semifinale                               |  | —      | 7-4  | 4-5    |      | 4-2  | 9-3  |
| 2   | Frederikshavn Blackhawks | 11 | 6 | 2   | 0   | 3 | 65 | 45 | +20  | 22 | Semifinale                               |  | 9-5    | —    | 5-4    | 6-4  | 7-5  | 12-4 |
| 3   | Hvidovre Attack FC       | 10 | 5 | 2   | 0   | 3 | 46 | 39 | +7   | 19 | Semifinale                               |  | 3-7    |      | —      | 2-1  | 10-5 | 6-3  |
| 4   | Sunds Seahawks FC        | 10 | 4 | 1   | 1   | 4 | 61 | 42 | +19  | 15 | Semifinale                               |  | 3-4 ot | 8-3  | 8-6    | —    | 2-4  | 16-2 |
| 5   | Copenhagen FC            | 9  | 4 | 0   | 1   | 4 | 53 | 50 | +3   | 13 | Kvalificeret til Floorballligaen 2020-21 |  | 6-10   | 5-4  | 4-5 ot | 8-5  | —    |      |
| 6   | AaB Floorball Klub       | 9  | 0 | 0   | 0   | 9 | 32 | 0  | +32  | 0  | Kvalificeret til Floorballligaen 2020-21 |  | 5-13   | 3-15 | 2-5    | 7-13 | 3-14 | —    |

### Top 10
| #   | Navn            | Klub                     | Kampe | Mål | Assist | Point | Pointsnit |
| --- | --------------- | ------------------------ | ----- | --- | ------ | ----- | --------- |
| 1.  | Mathias Glass   | Benløse Floorball        | 9     | 9   | 19     | 28    | 3,1       |
| 2.  | Mikkel Skov     | Sunds Seahawks           | 9     | 15  | 12     | 27    | 3,0       |
| 3.  | Andreas Hansson | Copenhagen FC            | 8     | 10  | 10     | 20    | 2,5       |
| 3.  | Jesper Schmidt  | Frederikshavn Blackhawks | 9     | 12  | 8      | 20    | 2,2       |
| 5.  | Emil Odfeldt    | Hvidovre Attack FC       | 9     | 13  | 6      | 19    | 2,1       |
| 6.  | Jesper Roland   | Benløse Floorball        | 9     | 10  | 7      | 17    | 1,9       |
| 7.  | Jannik Trolle   | Hvidovre Attack FC       | 8     | 4   | 12     | 16    | 2,0       |
| 8.  | Kalle Tamminen  | Copenhagen FC            | 8     | 7   | 8      | 15    | 1,9       |
| 8.  | Simon Møller    | Benløse Floorball        | 9     | 11  | 4      | 15    | 1,7       |
| 10. | Rasmus Madsen   | Hvidovre Attack FC       | 8     | 11  | 3      | 14    | 1,8       |

## Semifinaler
Semifinalerne afvikles som en serie over tre kampe, hvor vinderen af de to semifinaler mødes i DM finalen, der afvikles over en kamp.

## Oprykningspil
Holdene der ikke går i mellemspillet, skal møde nr11-2 fra 1.division øst og vest.
| Vest                                     | Øst                    |
| ---------------------------------------- | ---------------------- |
| Strandby-Elling-Nielstrup Idrætsforening | Vanløse Floorball      |
| Brønderslev Hot Shots FC                 | Rødovre Floorball Club |
| Århus fk                                 | Hafnia floorball club  |
| Team Århus Floorball                     | Hørsholm Floorball     |
| Esbjerg Sharks FC                        | Vakant                 |

## Spillerkåringer
Nedenstående kåringer er lavet af læserne af bloggen Floorballnyt.

### Årets hold
| Keeper                                                           | Back | Forward |
| ---------------------------------------------------------------- | --- | --- |
| Mike Trolle, Hvidovre Attack FC Emil Brixager, Benløse Floorball | Jannik Trolle, Hvidovre Attack FC Daniel Nygaard, Benløse Floorball Jesper Schmidt, Frederikshavn Blackhawks Daniel MacCabe, Benløse Floorball | Mathias Glass, Benløse Floorball Andreas Glad, Frederikshavn Blackhawks Emil Odfeldt, Hvidovre Attack FC Jesper Roland, Benløse Floorball Mikkel Skov, Sunds Seahawks Kasper Kajgaard, Frederikshavn Blackhawks |

#### Månedens spiller
| Måned      | Spiller                   | Klub                     | Kilde |
| ---------- | ------------------------- | ------------------------ | ----- |
| September] | Andreas Glad              | Frederikshavn Blackhawks | [ 3 ] |
| Oktober    | Andreas Glad              | Frederikshavn Blackhawks | [ 4 ] |
| November   | Mathias de Fries          | Benløse Floorball        | [ 5 ] |
| December   | Ikke uddelt, for få kampe |                          |       |
| Januar     | Mathias Glass             | Benløse Floorball        | [ 6 ] |
| Februar    | Mathias Glass             | Benløse Floorball        | [ 7 ] |
| Marts      |                           |                          |       |
| April      |                           |                          |       |
| Maj        |                           |                          |       |

#### Månedens kæde
| Måned     | Keeper                           | Back                                                                         | Forward | Kilde |
| --------- | -------------------------------- | ---------------------------------------------------------------------------- | --- | ----- |
| September | Emil Brixager, Benløse Floorball | Jesper Schmidt, Frederikshavn Blackhawks Jannik Trolle, Hvidovre Attack FC   | Andreas Glad, Frederikshavn Blackhawks Mathias Glass, Benløse Floorball Andreas Hansson, Copenhagen FC      | [ 3 ] |
| Oktober   | Emil Brixager, Benløse Floorball | Frederik Lentz, Frederikshavn Blackhawks Jannik Trolle, Hvidovre Attack FC   | Andreas Glad, Frederikshavn Blackhawks Mathias Glass, Benløse Floorball Mikkel Skov, Sunds Seahawks         | [ 4 ] |
| November  | Mike Trolle, Hvidovre Attack FC  | Jannik Trolle, Hvidovre Attack FC Rasmus Bengtsson, Frederikshavn Blackhawks | Mathias de Fries, Benløse Floorball Andreas Glad, Frederikshavn Blackhawks Emil Odfeldt, Hvidovre Attack FC | [ 5 ] |
| December  | Ikke uddelt, for få kampe        |                                                                              | |       |
| Januar    | Mike Trolle, Hvidovre Attack FC  | Jannik Trolle, Hvidovre Attack FC Daniel Nygaard, Benløse Floorball          | Mathias Glass, Benløse Floorball Kalle Taminen, Copenhagen FC Andreas Glad, Frederikshavn Blackhawks        | [ 6 ] |
| Februar   | Emil Brixager, Benløse Floorball | Jesper Schmidt, Frederikshavn Blackhawks Jannik Trolle, Hvidovre Attack FC   | Mathias Glass, Benløse Floorball Jesper Roland, Benløse Floorball Pontus Kozan, Copenhagen FC               | [ 7 ] |
| Marts     |                                  |                                                                              | |       |
| April     |                                  |                                                                              | |       |

||

### Årets U20 hold[8]
| Keeper                                  | Back | Forward |
| --------------------------------------- | --- | --- |
| Mathias Hjelm, Frederikshavn Blackhawks | Simon Lehnert, Vanløse Floorball Frederik Nielsen, Frederikshavn Blackhawks Nikolaj Brixager, Benløse Floorball Mads Jespersen, Sunds Seahawks | Mathias Glass, Benløse Floorball Kasper Kajgaard, Frederikshavn Blackhawks Morten Handgaard, Sunds Seahawks Rasmus Larsen, Frederikshavn Blackhawks Magnus Møller, Copenhagen FC Mathias Hørby, Frederikshavn Blackhawks |

Kilde:

### Årets U20 spiller
Mathias Glass, Benløse Floorball

### Årets U17 hold[10]
| Keeper                            | Back | Forward |
| --------------------------------- | --- | --- |
| Mathias Mikkelsen, Sunds Seahawks | Mads Larsen, Frederikshavn Blackhawks Elias Holmberg, Copenhagen FC August Mathiesen, Rødovre Floorball Club William Nilsson, Hvidovre Attack FC | Kalle Taminen, Copenhagen FC Magnus Nyeng, Frederikshavn Blackhawks Sebastian Nørgaard, Frederikshavn Blackhawks Zimon Madsen, Hvidovre Attack FC Niklas Andersen, Frederikshavn Blackhawks Kristian Gadegaard, Sunds Seahawks |

### Årets U17 Spiller
Kalle Taminen, Copenhagen FC